# Geir Karlstad
Geir Karlstad (n. 7 iulie 1963, Lillestrøm, Akershus, Norvegia) este un patinator de viteză ce a reprezentat Norvegia, medaliat olimpic. A participat la 3 ediții ale Jocurilor Olimpice (1984, 1988, 1992) în care a câștigat o medalie de aur și o medalie de bronz.